# Viviana Nunes
Viviana Jacqueline Nunes Mayol (Santiago; 1962), est un mannequin, une actrice et animatrice de télévision chilienne.

## Biographie
Elle a été candidate à reine du concours Miss Chili.

## Filmographie

### Émissions à la télévision
- 1985 : Martes 13 (Canal 13) : Animatrice
- 2002-2003 : N-Migas (Chilevisión) : Animatrice (avec Marcela Vacarezza)
- 2005 : Morandé con compañía (Mega) : Elle-meme (Guest Star)
- 2006-2011 : Mira quién habla (Mega ) : Paneliste (2006-2011) et Animatrice (2011)
- 2011 : Yingo (Chilevisión) : Juge

### Telenovelas
- 1983 : Bianca Vidal (Televisa,  Mexique) : Raquel Rinaldi
- 2012 : Gordis (Chilevisión,  Chili) : Bestiana Carrington

### Séries
- 2006-2011 : Bakán (Mega) : Mère de Trinidad